# 南港學派
南港學派指中央研究院近代史研究所領導的學派，以近史所位於臺北市南港區，故有此稱呼。

## 緣由
中央研究院近代史研究所由郭廷以創建，是時所內研究員之任用皆須經郭同意，故新進研究員往往和郭有所淵源：或為郭於國立中央大學任教時之子弟，或為其於國立臺灣師範大學歷史系任課時之學生。加以所中每兩個星期舉行一次討論會，在所中同仁發言完畢後，郭廷以往往給予深刻的總結。年代學、通識通論、以及研究重大問題，三者為郭廷以於中國近代史領域研究治學宗旨；此宗旨，隨著其教學、事業生涯，傳與其門人子弟。此種種皆使近史所形成以郭廷以為首、具一定學風之學派，外界稱之為「南港學派」，對中國近代史學界影響極為深切。

## 特色
南港學派之優點，學者李國祁認為有四：其一、志學篤實，基礎穩固；其二、學術境界高超嚴肅；其三、講求方法、求變求新，不墨守傳統、冥頑不敏；其四、開創研究經濟史、社會史及區域研究的風氣。關於其一，郭廷以初創近史所，最重視的便是史料的整理，故研究員往往具深厚的史料基礎；南港學派有此優點，無疑為郭氏之功。關於其二，郭廷以常常要求研究員們提高學術水準，對坊間寫作不夠精當的著作，每予嚴格批評；研究員閱讀此些書籍，亦常遭其指責；如此耳濡目染之下，形成南港學派學術境界嚴格高峻之傳統。關於其三，郭廷以積極推動中外學術交流活動，一定程度上將西方統計學、社會科學方法引入臺灣，促成1970年代以後近史所作品居前茅地位。關於其四，近史所早期注重政治、外交史研究，其後因郭廷以主持研究清末自強運動而開始接觸到經濟史領域；1972年以後「中國現代化之區域研究」展開後，正式進入經濟、社會史研究範疇，開創國內社會經濟史之研究風氣。

## 概況
南港學派第一代學者，包括郭廷以、張貴永、陶振譽、楊紹震、王聿均、黃嘉謨、李毓澍等七人，以學者王爾敏的看法：南港學派的開創，大致奠定于第一代七位專職學者之手。另外，呂實強、張玉法、陳三井、李國祁、王樹槐、王萍、李恩涵、張朋園、劉鳳翰、陳存恭、王爾敏等二十四人，他們是南港學派第二代之主體。以黃克武的說法，南港學派第二代的學生輩進入中央研究院，是爲第三代的南港學派，此時發生了比較重要的轉向，開始有醫療、女性、宗教、族群史學研究等。